# 山形県第3区
山形県第3区（やまがたけんだい3く）は、日本の衆議院議員総選挙における選挙区。1994年（平成6年）の公職選挙法改正で設置。2002年（平成14年）に一部区割りの見直しが行われた。

## 区域

### 現在の区域
2013年（平成25年）公職選挙法改正以降の区域は以下のとおりである。
- 鶴岡市
- 酒田市
- 新庄市
- 最上郡
- 東田川郡
- 飽海郡

2002年（平成14年）公職選挙法改正から2013年の小選挙区改定までの区域は以下のとおりである。
- 鶴岡市
- 酒田市
- 新庄市
- 最上郡
- 東田川郡
- 西田川郡
- 飽海郡

### 2002年以前の区域
1994年（平成6年）公職選挙法改正から2002年の小選挙区改定までの区域は以下のとおりである。
- 新庄市
- 村山市
- 天童市
- 東根市
- 尾花沢市
- 西村山郡
  - 河北町
- 北村山郡
- 最上郡

## 歴史
1994年の小選挙区制導入時の山形3区は、最上地方と村山地方北部を区域とし、庄内地方は4区に含まれていた。2002年の公職選挙法改正により、一票の格差是正のため山形県の小選挙区が1減となり、それに伴い庄内地方と最上地方にあたる区域が新たな山形3区となった（名目は4区の区域を吸収という形だが、実質は山形4区が旧3区の一部を吸収して改称というのが適切）。それまで、山形3区に含まれていた村山地方の市町は、天童市を1区に、村山市、東根市、尾花沢市、北村山郡（大石田町）、西村山郡（河北町）を2区に、それぞれ編入した。
改正となった2003年の第43回衆議院議員総選挙以降は、鶴岡市を地元とする自由民主党の加藤紘一が厚い地盤に支えられ当選を重ねていた。また、民主党は2003年以降は候補者を擁立しておらず、社会民主党に譲る形となっていた。
2012年の第46回衆議院議員総選挙において、従来通り加藤が自民党の公認を得るが、健康不安や多選批判を理由に、岸宏一ら自民党の一部議員が、独自に前酒田市長の阿部寿一を無所属で擁立し分裂選挙となる。酒田市では阿部を支援する市議3名が自民党を自ら離党するなど混乱が生じた。加藤は党の73歳定年制のため比例重複立候補が認められず、民主党の前衆議院議員・和嶋未希らの支援も取り付けた阿部に1,465票差で敗れ落選、政界を引退した。同選挙においては比例復活も含め東北の小選挙区において唯一自民党候補者が当選しなかった選挙区である。
2014年の第47回衆議院議員総選挙において、加藤紘一の娘・加藤鮎子が自民党の公認候補となり、民主党が2003年以来11年振りに候補者を擁立。一方の社民党は「比例票の獲得に専念する」として小選挙区への候補擁立を断念した。加藤と阿部の支持を巡り、阿部を支持する酒田市議が自民党県連地域支部長を辞任、岸が加藤の選対本部長就任を固辞するなど再び保守分裂となり、加藤が阿部に1,488票差で勝利し初当選を果たした。県内では初の女性衆議院議員となる。民主党は同選挙で擁立した吉田大成を総選挙後も山形3区支部長に再任していたが、2016年11月には吉田の公認を取り消し、阿部への推薦を決めた。
2017年の第48回衆議院議員総選挙では阿部が希望の党から出馬したが同党の失速などから加藤が阿部の地盤でもある酒田市での票の切り崩しに成功し前回より票を伸ばし阿部に2万票以上の差をつけて比例復活も許さず再選した。
2021年の第49回衆議院議員総選挙では元山形県議の阿部ひとみが立候補した。阿部ひとみは元自民党酒田市議会議長を父に持ち、阿部寿一の選挙も支えたことのある人物で、またしても保守分裂選挙となったが、加藤が盤石な選挙戦を展開して三選となった。
2024年の第50回衆議院議員総選挙で自民党は裏金問題による逆風を受ける事となったが、それでも加藤は安定した選挙戦を見せて4選となった。

## 小選挙区選出議員
| 選挙名                 | 年                 | 当選者     | 党派       | 備考    |
| ---------------------- | ------------------ | ---------- | ---------- | ------- |
| 第41回衆議院議員総選挙 | 1996年（平成8年）  | 近岡理一郎 | 自由民主党 | ※旧区域 |
| 第42回衆議院議員総選挙 | 2000年（平成12年） | 近岡理一郎 | 自由民主党 | ※旧区域 |
| 第43回衆議院議員総選挙 | 2003年（平成15年） | 加藤紘一   | 無所属     |         |
| 第44回衆議院議員総選挙 | 2005年（平成17年） | 加藤紘一   | 自由民主党 |         |
| 第45回衆議院議員総選挙 | 2009年（平成21年） | 加藤紘一   | 自由民主党 |         |
| 第46回衆議院議員総選挙 | 2012年（平成24年） | 阿部寿一   | 無所属     |         |
| 第47回衆議院議員総選挙 | 2014年（平成26年） | 加藤鮎子   | 自由民主党 |         |
| 第48回衆議院議員総選挙 | 2017年（平成29年） | 加藤鮎子   | 自由民主党 |         |
| 第49回衆議院議員総選挙 | 2021年（令和3年）  | 加藤鮎子   | 自由民主党 |         |
| 第50回衆議院議員総選挙 | 2024年（令和6年）  | 加藤鮎子   | 自由民主党 |         |

## 選挙結果
時の内閣：第1次石破内閣 解散日：2024年10月9日 公示日：2024年10月15日
当日有権者数：27万4598人 最終投票率：62.17%（前回比：3.57%） （全国投票率：53.85%（2.08%））
| 当落 | 候補者名 | 年齢 | 所属党派   | 新旧 | 得票数   | 得票率 | 惜敗率 | 推薦・支持 | 重複 |
| ---- | -------- | ---- | ---------- | ---- | -------- | ------ | ------ | ---------- | ---- |
| 当   | 加藤鮎子 | 45   | 自由民主党 | 前   | 93,909票 | 56.10% | ――     | 公明党推薦 | ○    |
|      | 石黒覚   | 68   | 立憲民主党 | 新   | 63,102票 | 37.70% | 67.19% |            | ○    |
|      | 山田守   | 62   | 日本共産党 | 新   | 10,372票 | 6.20%  | 11.04% |            |      |

時の内閣：第1次岸田内閣 解散日：2021年10月14日 公示日：2021年10月19日
当日有権者数：28万7642人 最終投票率：65.74%（前回比：1.01%） （全国投票率：55.93%（2.25%））
| 当落 | 候補者名   | 年齢 | 所属党派   | 新旧 | 得票数    | 得票率 | 惜敗率 | 推薦・支持 | 重複 |
| ---- | ---------- | ---- | ---------- | ---- | --------- | ------ | ------ | ---------- | ---- |
| 当   | 加藤鮎子   | 42   | 自由民主党 | 前   | 108,558票 | 58.06% | ――     | 公明党推薦 | ○    |
|      | 阿部ひとみ | 60   | 無所属     | 新   | 66,320票  | 35.47% | 61.09% |            | ×    |
|      | 梅木威     | 62   | 日本共産党 | 新   | 12,100票  | 6.47%  | 11.15% |            |      |

時の内閣：第3次安倍第3次改造内閣 解散日：2017年9月28日 公示日：2017年10月10日
当日有権者数：30万2085人 最終投票率：66.75%（前回比：4.79%） （全国投票率：53.68%（1.02%））
| 当落 | 候補者名 | 年齢 | 所属党派   | 新旧 | 得票数    | 得票率 | 惜敗率 | 推薦・支持 | 重複 |
| ---- | -------- | ---- | ---------- | ---- | --------- | ------ | ------ | ---------- | ---- |
| 当   | 加藤鮎子 | 38   | 自由民主党 | 前   | 103,973票 | 52.18% | ――     | 公明党     | ○    |
|      | 阿部寿一 | 58   | 希望の党   | 元   | 81,708票  | 41.01% | 78.59% |            | ○    |
|      | 加藤太一 | 66   | 日本共産党 | 新   | 11,241票  | 5.64%  | 10.81% |            |      |
|      | 城取良太 | 40   | 幸福実現党 | 新   | 2,329票   | 1.17%  | 2.24%  |            |      |

時の内閣：第2次安倍改造内閣 解散日：2014年11月21日 公示日：2014年12月2日
当日有権者数：30万5295人 最終投票率：61.96%（前回比：3.36%） （全国投票率：52.66%（6.66%））
| 当落 | 候補者名 | 年齢 | 所属党派   | 新旧 | 得票数   | 得票率 | 惜敗率 | 推薦・支持 | 重複 |
| ---- | -------- | ---- | ---------- | ---- | -------- | ------ | ------ | ---------- | ---- |
| 当   | 加藤鮎子 | 35   | 自由民主党 | 新   | 79,872票 | 42.86% | ――     | 公明党     | ○    |
|      | 阿部寿一 | 55   | 無所属     | 前   | 78,384票 | 42.06% | 98.14% |            | ×    |
|      | 吉田大成 | 45   | 民主党     | 新   | 15,981票 | 8.58%  | 20.01% |            | ○    |
|      | 長谷川剛 | 36   | 日本共産党 | 新   | 10,794票 | 5.79%  | 13.51% |            |      |
|      | 佐藤誠   | 68   | 無所属     | 新   | 1,319票  | 0.71%  | 1.65%  |            | ×    |

- 吉田は第49回は日本維新の会公認で神奈川9区から立候補したが落選。

時の内閣：野田第3次改造内閣 解散日：2012年11月16日 公示日：2012年12月4日
当日有権者数：31万1172人 最終投票率：65.32%（前回比：8.53%） （全国投票率：59.32%（9.96%））
| 当落 | 候補者名 | 年齢 | 所属党派     | 新旧 | 得票数   | 得票率 | 惜敗率 | 推薦・支持 | 重複 |
| ---- | -------- | ---- | ------------ | ---- | -------- | ------ | ------ | ---------- | ---- |
| 当   | 阿部寿一 | 53   | 無所属       | 新   | 71,768票 | 35.98% | ――     |            | ×    |
|      | 加藤紘一 | 73   | 自由民主党   | 前   | 70,303票 | 35.24% | 97.96% | 公明党     |      |
|      | 佐藤丈晴 | 45   | 日本維新の会 | 新   | 25,299票 | 12.68% | 35.25% |            | ○    |
|      | 吉泉秀男 | 64   | 社会民主党   | 前   | 22,930票 | 11.50% | 31.95% |            | ◯    |
|      | 長谷川剛 | 34   | 日本共産党   | 新   | 9,170票  | 4.60%  | 12.78% |            |      |

時の内閣：麻生内閣 解散日：2009年7月21日 公示日：2009年8月18日
当日有権者数：31万8892人 最終投票率：73.85%（前回比：1.65%） （全国投票率：69.28%（1.77%））
| 当落 | 候補者名 | 年齢 | 所属党派   | 新旧 | 得票数    | 得票率 | 惜敗率 | 推薦・支持       | 重複 |
| ---- | -------- | ---- | ---------- | ---- | --------- | ------ | ------ | ---------------- | ---- |
| 当   | 加藤紘一 | 70   | 自由民主党 | 前   | 130,502票 | 56.86% | ――     |                  | ○    |
| 比当 | 吉泉秀男 | 61   | 社会民主党 | 新   | 80,362票  | 35.01% | 61.58% | 民主党・国民新党 | ○    |
|      | 長谷川剛 | 31   | 日本共産党 | 新   | 13,789票  | 6.01%  | 10.57% |                  |      |
|      | 城取良太 | 32   | 幸福実現党 | 新   | 4,880票   | 2.13%  | 3.74%  |                  |      |

時の内閣：第2次小泉改造内閣 解散日：2005年8月8日 公示日：2005年8月30日
当日有権者数：32万7511人 最終投票率：72.20%（前回比：0.11%） （全国投票率：67.51%（7.65%））
| 当落 | 候補者名 | 年齢 | 所属党派   | 新旧 | 得票数    | 得票率 | 惜敗率 | 推薦・支持 | 重複 |
| ---- | -------- | ---- | ---------- | ---- | --------- | ------ | ------ | ---------- | ---- |
| 当   | 加藤紘一 | 66   | 自由民主党 | 前   | 159,486票 | 69.58% | ――     |            | ○    |
|      | 伊藤一   | 58   | 社会民主党 | 新   | 49,057票  | 21.40% | 30.76% |            | ○    |
|      | 佐藤雅之 | 32   | 日本共産党 | 新   | 20,657票  | 9.01%  | 12.95% |            |      |

時の内閣：第1次小泉第2次改造内閣 解散日：2003年10月10日 公示日：2003年10月28日 最終投票率：72.09% （全国投票率：59.86%（2.63%））
| 当落 | 候補者名 | 年齢 | 所属党派   | 新旧 | 得票数    | 得票率 | 惜敗率 | 推薦・支持 | 重複 |
| ---- | -------- | ---- | ---------- | ---- | --------- | ------ | ------ | ---------- | ---- |
| 当   | 加藤紘一 | 64   | 無所属     | 元   | 137,206票 | 58.92% | ――     | 自由民主党 | ×    |
|      | 斎藤淳   | 34   | 民主党     | 前   | 84,946票  | 36.48% | 61.91% |            | ○    |
|      | 佐藤雅之 | 31   | 日本共産党 | 新   | 10,735票  | 4.61%  | 7.82%  |            |      |

- この選挙から山形県は選挙区が1減となり、近岡理一郎が引退し、事務所費問題で議員辞職していた加藤紘一が事実上の与党候補として出馬した。当選後、加藤紘一は自民党の追加公認を受けた。加藤紘一が議員辞職したことに伴って2002年秋に実施された山形4区の補欠選挙で当選した民主前職の斉藤は、加藤に大差をつけられて落選した。

時の内閣：第1次森内閣 解散日：2000年6月2日 公示日：2000年6月13日 （全国投票率：62.49%（2.84%））
| 当落 | 候補者名   | 年齢 | 所属党派   | 新旧 | 得票数   | 得票率 | 惜敗率 | 推薦・支持 | 重複 |
| ---- | ---------- | ---- | ---------- | ---- | -------- | ------ | ------ | ---------- | ---- |
| 当   | 近岡理一郎 | 73   | 自由民主党 | 前   | 88,069票 | 57.22% | ――     |            | ○    |
|      | 斉藤昌助   | 61   | 社会民主党 | 新   | 55,891票 | 36.32% | 63.46% |            | ○    |
|      | 工藤美恵子 | 46   | 日本共産党 | 新   | 9,944票  | 6.46%  | 11.29% |            |      |

時の内閣：第1次橋本内閣 解散日：1996年9月27日 公示日：1996年10月8日 （全国投票率：59.65%（8.11%））
| 当落 | 候補者名   | 年齢 | 所属党派   | 新旧 | 得票数   | 得票率 | 惜敗率 | 推薦・支持                      | 重複 |
| ---- | ---------- | ---- | ---------- | ---- | -------- | ------ | ------ | ------------------------------- | ---- |
| 当   | 近岡理一郎 | 70   | 自由民主党 | 前   | 88,389票 | 58.08% | ――     |                                 | ○    |
|      | 斉藤昌助   | 57   | 無所属     | 新   | 54,640票 | 35.90% | 61.82% | 新進党・民主党 ・社会民主党推薦 | ×    |
|      | 遠藤宏司   | 48   | 日本共産党 | 新   | 9,162票  | 6.02%  | 10.37% |                                 |      |